# Banknoty Bank Leumi le-Israel
Banknoty Bank Leumi le-Israel – to banknoty będące oficjalnym środkiem płatniczym w Państwie Izrael, wyemitowane w 1952 roku przez Bank Leumi le-Israel.
Dotychczas istniejący the Anglo-Palestine Bank był zarejestrowany w Londynie i pozostawał bankiem brytyjskim. Ze względów historycznych Izraelczycy nie chcieli, aby bank mający drukować banknoty dla państwa był instytucją związaną z dotychczasowym mandatariuszem Palestyny. W związku z tym w 1950 roku utworzono w Tel Awiwie Bank Leumi le-Israel. 1 maja 1951 roku nowy bank zaakceptował i przejął wszystkie aktywa i pasywa the Anglo-Palestine Bank. Nowy bank pełnił wyłącznie funkcje emitenta banknotów, ale nie był bankiem centralnym państwa, którym został dopiero Bank Izraela w 1954 roku. W związku z tym pojawiła się potrzeba emisji nowego środka płatniczego, zawierającego nazwę nowego banku emisyjnego. Ministerstwo Finansów postanowiło wykorzystać tę sytuację do pobrania obowiązkowej pożyczki narodowej podczas wymiany banknotów. W ten sposób funt Anglo-Palestine Bank odpowiadał funtowi emitowanemu przez Bank Leumi le-Israel. Kurs wymiany wynosił 1:1, ale bank pobierał pożyczkę na rzecz ministerstwa w wysokości 10% od banknotów od 5 funtów wzwyż oraz z kont bankowych od 50 funtów wzwyż. Operacja ta pozwoliła na zebranie 25 milionów funtów do wykorzystania przez budżet na rozwój na lata 1952–1953.
Dotychczasowe banknoty drukowane były w Nowym Jorku przez American Banknote Co. Druk nowych funtów został zlecony londyńskiej Thomas de la Rue and Co. Z wyglądu przypominały te, które wyemitował Anglo-Palestine Bank. Jedyną zamianą była nazwa emitenta. Banknoty były transportowane do kraju samolotami izraelskiej linii El-Al, z których wymontowano na te potrzeby siedzenia, a loty cywilne do Izraela odwołano w celu pozyskania dodatkowych środków transportu. Decyzję o zaakceptowaniu pożyczki w trybie pilnym ogłoszono Izraelczykom 9 czerwca 1952 roku. Plany te były znane tylko pracownikom ministerstwa. W południe rozpoczęto wymianę banknotów.
| Nominał   | Awers i rewers | Charakterystyka |
| --------- | -------------- | --- |
| 500 prut  |                | Emisja: 9 czerwca 1952 Wycofanie: 7 lutego 1961 Seria: b.d. Numeracja: czerwona Awers: gilosz, numer, nominał i nazwa banku w języku hebrajskim Rewers: gilosz, nominał i nazwa banku w językach arabskim i angielskim Kolor: zieleń Znak wodny: b.d. Papier: b.d. Wymiary: 148 × 72 mm Nakład: b.d. Projektant: American Banknote Co. Podpisy: Prezes Zarządu – Eli’ezer Hoofien Dyrektor Generalny – Aharon Barth Drukarnia: Thomas de la Rue and Co. (Londyn)        |
|           |                | |
| 1 funt    |                | Emisja: 9 czerwca 1952 Wycofanie: 7 lutego 1961 Seria: b.d. Numeracja: czarna Awers: gilosz, numer, nominał i nazwa banku w języku hebrajskim Rewers: gilosz, nominał i nazwa banku w językach arabskim i angielskim Kolor: zieleń i róż Znak wodny: b.d. Papier: b.d. Wymiary: 150 × 75 mm Nakład: b.d. Projektant: American Banknote Co. Podpisy: Prezes Zarządu – Eli’ezer Hoofien Dyrektor Generalny – Aharon Barth Drukarnia: Thomas de la Rue and Co. (Londyn)    |
|           |                | |
| 5 funtów  |                | Emisja: 9 czerwca 1952 Wycofanie: 7 lutego 1961 Seria: b.d. Numeracja: czarna Awers: gilosz, numer, nominał i nazwa banku w języku hebrajskim Rewers: gilosz, nominał i nazwa banku w językach arabskim i angielskim Kolor: czerwień i brąz Znak wodny: b.d. Papier: b.d. Wymiary: 155 × 80 mm Nakład: b.d. Projektant: American Banknote Co. Podpisy: Prezes Zarządu – Eli’ezer Hoofien Dyrektor Generalny – Aharon Barth Drukarnia: Thomas de la Rue and Co. (Londyn) |
|           |                | |
| 10 funtów |                | Emisja: 9 czerwca 1952 Wycofanie: 7 lutego 1961 Seria: b.d. Numeracja: czerwona Awers: gilosz, numer, nominał i nazwa banku w języku hebrajskim Rewers: gilosz, nominał i nazwa banku w językach arabskim i angielskim Kolor: szary i róż Znak wodny: b.d. Papier: b.d. Wymiary: 155 × 80 mm Nakład: b.d. Projektant: American Banknote Co. Podpisy: Prezes Zarządu – Eli’ezer Hoofien Dyrektor Generalny – Aharon Barth Drukarnia: Thomas de la Rue and Co. (Londyn)   |
|           |                | |
| 50 funtów |                | Emisja: 9 czerwca 1952 Wycofanie: 7 lutego 1961 Seria: b.d. Numeracja: czerwona Awers: gilosz, nominał i nazwa banku w języku hebrajskim Rewers: gilosz, nominał i nazwa banku w językach arabskim i angielskim Kolor: brąz i zieleń Znak wodny: b.d. Papier: b.d. Wymiary: 160 × 85 mm Nakład: b.d. Projektant: American Banknote Co. Podpisy: Prezes Zarządu – Eli’ezer Hoofien Dyrektor Generalny – Aharon Barth Drukarnia: Thomas de la Rue and Co. (Londyn)        |